# Cykling vid olympiska sommarspelen 1952
Cykling under olympiska sommarspelen 1952 i Helsingfors innehöll två discipliner: landsvägscykling och bancykling. Endast herrar tävlade. 

## Resultat
6 olika grenar arrangerades och avgjordes i landsvägscykling och bancykling.

### Medaljtabell
| Pl.    | Nation         | Guld | Silver | Brons | Totalt |
| ------ | -------------- | ---- | ------ | ----- | ------ |
| 1      | Italien        | 2    | 2      | 1     | 5      |
| 2      | Australien     | 2    | 1      | 0     | 3      |
| 2      | Belgien        | 2    | 1      | 0     | 3      |
| 4      | Sydafrika      | 0    | 2      | 1     | 3      |
| 5      | Frankrike      | 0    | 0      | 1     | 1      |
| 5      | Storbritannien | 0    | 0      | 1     | 1      |
| 7      | Tyskland       | 0    | 0      | 2     | 2      |
| Totalt | Totalt         | 6    | 6      | 6     | 18     |

## Medaljörer

### Landsvägscykling
| Event                              | Guld                                                                | Silver                                                            | Brons                                                                 |
| Herrarnas linjelopp Detaljer...    | André Noyelle Belgien                                               | Robert Grondelaers Belgien                                        | Edi Ziegler Tyskland                                                  |
| Herrarnas laglinjelopp Detaljer... | Belgien Robert Grondelaers André Noyelle Lucien Victor Rik Van Looy | Italien Dino Bruni Gianni Ghidini Vincenzo Zucconelli Bruno Monti | Frankrike Jacques Anquetil Claude Rouer Alfred Tonello Roland Bezamat |

### Bancykling
| Event                                | Guld                                                               | Silver                                                              | Brons                                                                     |
| Herrarnas lagförföljelse Detaljer... | Italien Marino Morettini Loris Campana Mino De Rossi Guido Messina | Sydafrika Alfred Swift George Estman Robert Fowler Thomas Shardelow | Storbritannien Ronald Stretton Donald Burgess George Newberry Alan Newton |
| Herrarnas sprint Detaljer...         | Enzo Sacchi Italien                                                | Lionel Cox Australien                                               | Werner Potzernheim Tyskland                                               |
| Herrarnas tandem Detaljer...         | Australien Lionel Cox Russell Mockridge                            | Sydafrika Raymond Robinson Thomas Shardelow                         | Italien Antonio Maspes Cesare Pinarello                                   |
| Herrarnas tempolopp Detaljer...      | Russell Mockridge Australien                                       | Marino Morettini Italien                                            | Raymond Robinson Sydafrika                                                |